# قندرية
قندرية قرية سوريّة تتبع إداريّاً لمحافظة حلب منطقة جرابلس ناحية مركز جرابلس، بلغ تعداد سكانها 888 نسمة حسب التعداد السكاني لعام 2004.